# Siegfried Arno

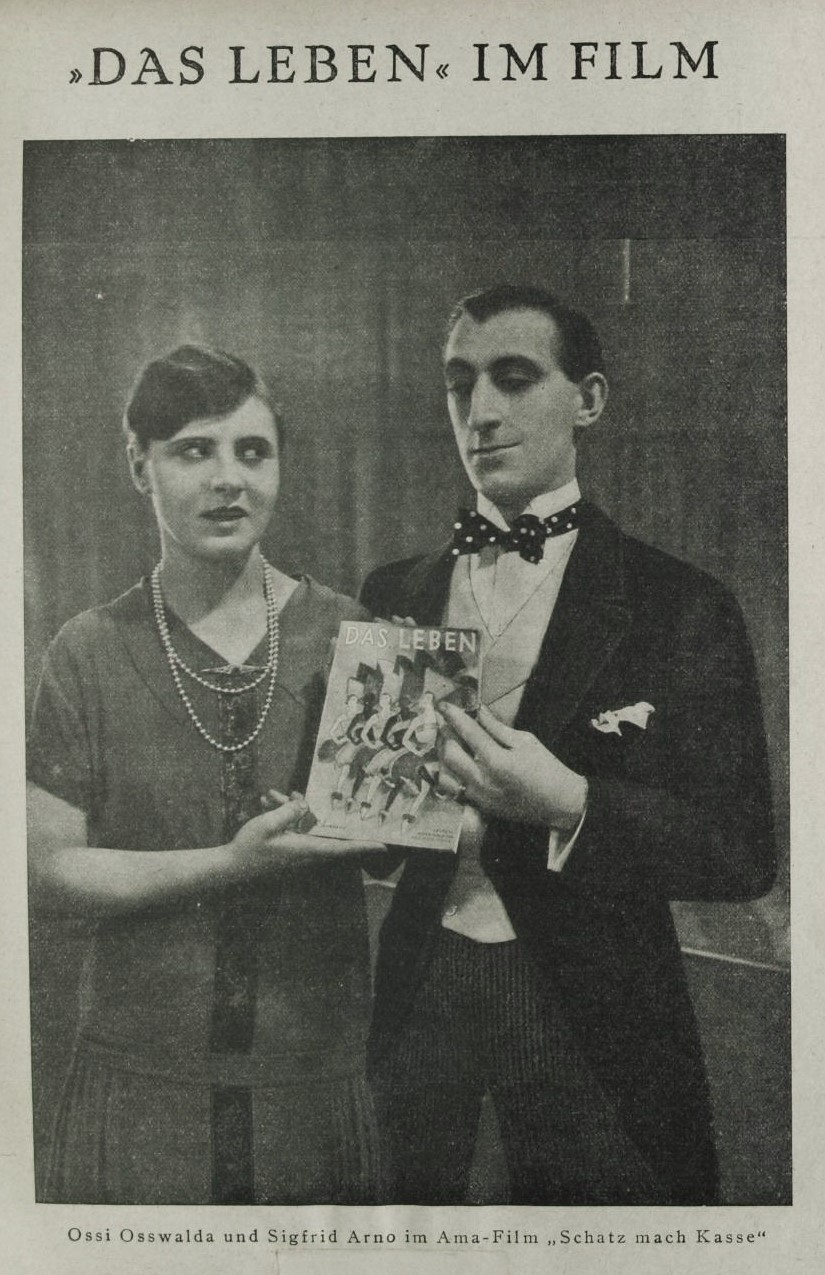
Ossi Oswalda und Siegfried Arno werben für die Zeitschrift Das Leben (1926)

Siegfried „Sig“ Arno (eigentlich Siegfried Aron, ab 1940 auch Sig Arno; * 27. Dezember 1895 in Hamburg; † 17. August 1975 in Woodland Hills, Kalifornien) war ein deutscher Schauspieler, Komiker, Sänger und Tänzer.

## Leben und Wirken

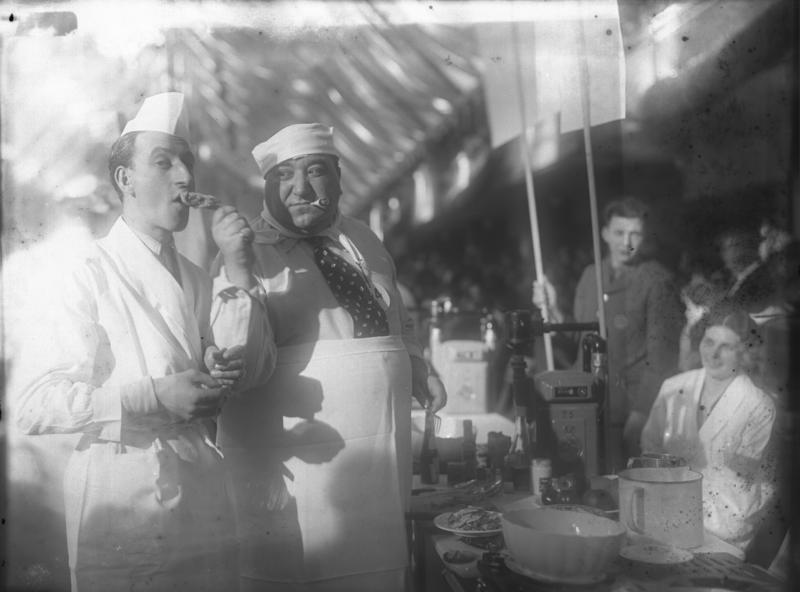
Siegfried Arno (links) 1931 mit Kurt Gerron

Seine Eltern waren der Kassierer Louis Aron und seine Frau Emilie Elise Adele Amanda, geborene Bez. Arno besuchte die Talmud-Tora-Schule in Hamburg und absolvierte danach eine Ausbildung als Modezeichner an der Hamburger Kunstgewerbeschule. Er war Mitglied des Hamburger Theatervereins und hatte seine ersten Anstellungen 1912 bis 1914 am Stadttheater in Harburg und 1914/15 am Neuen Operettentheater. 1916 als Soldat an der Westfront. Nach dem Ersten Weltkrieg arbeitete er in Hamburg, Prag und ab 1921 in Berlin. Im selben Jahr hatte er sein Filmdebüt in Die rote Katze. Seit Mitte der 1920er Jahre war Arno ständig beim Film, hauptsächlich in Komödien tätig. Anfänglich stand ihm sein jüngerer Bruder Bruno Arno zur Seite.
Der große und schlaksige Arno mit einer ausgeprägten Nase bildete mehrfach ein Komikerduo mit dem korpulenten Kurt Gerron. In Georg Wilhelm Pabsts Die Liebe der Jeanne Ney und Die Büchse der Pandora spielte Arno kleine Nebenrollen als Detektiv bzw. Theaterinspizient.
Mit Beginn des Tonfilms gelang Arno Anfang der 1930er Jahre der Sprung zum Star einer Reihe Grotesk-Lustspiele: u. a. Die vom Rummelplatz, Moritz macht sein Glück, Der Storch streikt, Ein ausgekochter Junge, Keine Feier ohne Meyer, Um eine Nasenlänge und Der schönste Mann im Staate. Arno galt zu dem Zeitpunkt als „deutscher Chaplin“.
1933 emigrierte er aus dem nationalsozialistischen Deutschland und arbeitete an Kabaretts und Theatern in den Niederlanden, Belgien, der Schweiz, Italien, Spanien und Portugal. 1939 reiste er schließlich in die USA, wo er als Nebendarsteller Beschäftigung fand, z. B. in Wilhelm Dieterles Der Glöckner von Notre Dame (1939) und Komödien wie Der große Diktator (1940), In der Hölle ist der Teufel los (1941) und Abbott und Costello unter Kannibalen (1942). Seine bekannteste Rolle in Hollywood spielte er wahrscheinlich als Toto, der bizarre und gesprächige Verehrer von Mary Astor, in Preston Sturges’ Screwball-Komödie Atemlos nach Florida (1942). Daneben verdingte er sich als Zeichner und Porträtmaler und arbeitete am Broadway, 1954 am Deutschen Theater New York.
1956 wurde Arno von Marcel Prawy nach Wien eingeladen und spielte dort an der Wiener Volksoper in dem Musical Wonderful Town von Leonard Bernstein an der Seite von Bruce Low und Olive Moorefield. Gastspiele führten ihn wieder ins Ausland, auch in die Bundesrepublik Deutschland, wo er 1966 das Filmband in Gold für langjähriges und hervorragendes Wirken im deutschen Film erhielt.
Arno war von 1923 bis 1932 mit der Schauspielerin Karoline (Lia) Dahms (* 1898 Hamburg, † 1982 Los Angeles) verheiratet, von 1934 bis 1953 mit Barbara Kirsanoff (* 1906 Wien, † 1995 Los Angeles) und von 1954 bis 1970 mit der österreichischen Schauspielerin Kitty Mattern. 1971 heiratete er nochmals Karoline Dahms. Sein Sohn Peter Paul (* 1. Mai 1926, Berlin-Charlottenburg) aus der ersten Ehe wurde Kostüm- und Bühnenbildner.
Arno starb nach langem Leiden am 17. August 1975 an der Parkinson-Krankheit im Actors Fund Hospital, Woodland Hills, L. A. Seine Asche wurde im Meer verstreut.

## Auszeichnungen in Deutschland
- 1966 Deutscher Filmpreis: Filmband in Gold für langjähriges und hervorragendes Wirken im deutschen Film

## Filmografie
- 1921: Die rote Katze
- 1924: Barfüßele
- 1925: Die Frau von vierzig Jahren
- 1925: Die vertauschte Braut
- 1925: Die Frau für 24 Stunden
- 1925: Vorderhaus und Hinterhaus
- 1925: Der Hahn im Korb
- 1926: Manon Lescaut
- 1926: Der Stolz der Kompagnie
- 1926: Nanette macht alles
- 1926: Der dumme August des Zirkus Romanelli
- 1926: Der Provinzonkel
- 1926: Die dritte Eskadron
- 1926: Annemarie und ihr Ulan
- 1926: Der Soldat der Marie
- 1926: Das Panzergewölbe
- 1926: In der Heimat, da gibt’s ein Wiedersehn!
- 1926: Der Sohn des Hannibal
- 1926: Schatz, mach’ Kasse!
- 1926: Die Villa im Tiergarten
- 1926: Vater werden ist nicht schwer
- 1926: Wenn der junge Wein blüht
- 1927: Der Mann mit der falschen Banknote
- 1927: Lützows wilde verwegene Jagd
- 1927: Die Achtzehnjährigen
- 1927: Üb’ immer Treu’ und Redlichkeit
- 1927: Ein schwerer Fall
- 1927: Leichte Kavallerie
- 1927: Der große Unbekannte
- 1927: Der Mann ohne Kopf
- 1927: Die Dollarprinzessin und ihre sechs Freier
- 1927: Die Liebe der Jeanne Ney
- 1927: 1 + 1 = 3
- 1927: Eine kleine Freundin braucht ein jeder Mann
- 1927: Familientag im Hause Prellstein
- 1927: Dr. Bessels Verwandlung
- 1927: Herkules Maier
- 1927: Fürst oder Clown
- 1928: Tragödie im Zirkus Royal
- 1928: Die Dame und ihr Chauffeur
- 1928: Looping the Loop
- 1928: Der Ladenprinz
- 1928: Gaunerliebchen
- 1928: In Werder blühen die Bäume …
- 1928: Polnische Wirtschaft
- 1928: Die Orchideen-Tänzerin (La Danseuse orchidée)
- 1928: G’schichten aus dem Wiener Wald
- 1928: Das letzte Souper
- 1928: Moderne Piraten
- 1928: Serenissimus und die letzte Jungfrau
- 1928: Unmoral
- 1928: Ihr dunkler Punkt
- 1928: Spelunke
- 1929: Wir halten fest und treu zusammen
- 1929: Die Büchse der Pandora
- 1929: Sigi, der eilige Bräutigam (Kurzspielfilm)
- 1929: Aufruhr im Junggesellenheim
- 1929: Das verschwundene Testament
- 1929: Jenseits der Straße
- 1929: Tagebuch einer Verlorenen
- 1929: Alte Kleider (Kurzspielfilm)
- 1929: Das Mädel mit der Peitsche
- 1929: Die Kaviarprinzessin
- 1929: Freiheit in Fesseln
- 1930: Der Witwenball
- 1930: Und so ein Glück kannst du nur haben (Kurzspielfilm)
- 1930: Wien, du Stadt der Lieder
- 1930: Heute Nacht – eventuell…!
- 1930: Zapfenstreich am Rhein
- 1930: Im Kampf mit der Unterwelt
- 1930: Die vom Rummelplatz
- 1930: Eine Freundin so goldig wie Du
- 1931: Moritz macht sein Glück
- 1931: Schuberts Frühlingstraum
- 1931: Schachmatt
- 1931: Die große Attraktion
- 1931: Der Stumme von Portici (Kurzspielfilm)
- 1931: Das Geheimnis der roten Katze
- 1931: UFA-Kabarett Programm Nr. 1 (Kurzspielfilm)
- 1931: UFA-Kabarett Programm Nr. 2 (Kurzspielfilm)
- 1931: Um eine Nasenlänge
- 1931: Der Storch streikt. Siegfried der Matrose
- 1931: Schützenfest in Schilda
- 1931: Ein ausgekochter Junge
- 1931: Keine Feier ohne Meyer
- 1931: Die Nacht ohne Pause
- 1931: Der schönste Mann im Staate
- 1934: Gado Bravo
- 1936: De roem van’t regiment (Regie)
- 1939: Bridal Suite
- 1939: The Star Maker
- 1939: Der Glöckner von Notre Dame (The Hunchback of Notre Dame)
- 1940: The Mummy’s Hand
- 1940: Diamond Frontier
- 1940: A Little Bit of Heaven
- 1940: Dark Streets of Cairo
- 1940: Der große Diktator (The Great Dictator)
- 1941: This Thing Called Love
- 1941: Raiders of the Desert
- 1941: The Gambling Daughters
- 1941: Die ewige Eva (It Started with Eve)
- 1941: Two Latins from Manhattan
- 1941: Die Unvollendete (New Wine)
- 1941: The Chocolate Soldier
- 1941: In der Hölle ist der Teufel los! (Hellzapoppin’)
- 1941/45: I Was a Criminal
- 1942: Two Yanks in Trinidad
- 1942: Juke Box Jenny
- 1942: I Married an Angel
- 1942: Abbott und Costello unter Kannibalen (Pardon My Sarong)
- 1942: Sechs Schicksale (Tales of Manhattan)
- 1942: Atemlos nach Florida (The Palm Beach Story)
- 1942: The Devil with Hitler
- 1943: The Crystal Ball
- 1943: Let’s Have Fun
- 1943: Du Barry Was a Lady
- 1943: Taxi, Mister
- 1943: Passport to Suez
- 1943: Larceny with Music
- 1943: Die Stubenfee (His Butler’s Sister)
- 1943: Thousands Cheer
- 1944: Stehplatz im Bett (Standing Room Only)
- 1944: Up in Arms
- 1944: Showboat Serenade
- 1944: And the Angels Sing
- 1944: Song of the Open Road
- 1945: Bring on the Girls
- 1945: Polonaise (A Song to Remember)
- 1945: Roughely Speaking
- 1946: One More Tomorrow
- 1949: Holyday in Havanna
- 1949: Der große Liebhaber (The Great Lover)
- 1950: Nancy geht nach Rio (Nancy Goes to Rio)
- 1950: Die Venus verliebt sich (Duchess of Idaho)
- 1950: Der Fischer von Louisiana (The Toast of New Orleans!)
- 1951: Romanze mit Hindernissen (On Moonlight Bay)
- 1952: The Wedding (Fernsehserie Rebound)
- 1952: Kurier nach Triest (Diplomatic Courier)
- 1952–1954: My Friend Irma (Fernsehserie)
- 1953: Fast Company
- 1953: The Great Diamond Robbery
- 1955: December Bridge (Fernsehserie)
- 1956: Rosalinda (TV)
- 1962: Wieder zurück: Siegfried Arno (Fernsehshow)

## Lieder
- 1930: Wenn die Elisabeth nicht so schöne Beine hätt' (Text/Musik: Robert Katscher, Karl Farkas, Géza Herczeg. Charlston-Rhythmus)
- Was kann der Sigismund dafür, daß er so schön ist
- Das verliebte Orchester